# Сідні Сванн
Сідні Сванн (англ. Sidney Swann, 24 червня 1890 — 19 вересня 1976) — британський академічний веслувальник.
Олімпійський чемпіон 1912 року в складі вісімки, срібний призер 1920 року в складі вісімки.